# 弥谤旺居杰布
弥谤旺居杰布（藏文威利转写：Mi pham dbang sgyur rgyal po，1589年?—1613年?），1604年–1613年乌斯藏帕木竹巴统治者（贡玛）。他是名义上的西藏统治者，实际权力在藏巴汗王朝。

## 与达赖喇嘛联盟
贡玛昂旺扎巴坚赞在第十六世纪的最后几十年，统治效率不高，但相对和平。虽然在1550年代—1560年代的政治动荡之后，帕木竹巴已经丧失行政权力，但贡玛作为前藏（西藏东部）的中心，起到对不同宗教和政治派别相互平衡的作用。同时，后藏（西藏中西部）被新贵藏巴汗王朝统治。格鲁派的精神领袖达赖喇嘛与帕木竹巴保持良好关系。1601年，第四世达赖喇嘛云丹嘉措从蒙古到西藏，他接见了弥谤旺居杰布的使者，弥谤旺居杰布是帕木竹巴家族另一支家系的后代。但他被称为贡玛和全藏之主（Gangchen namkyi gön chik）。1603年或1604年，昂旺扎巴坚赞去世，他儿子札释藏卜没有继位，由弥谤旺居杰布继承。他被称为阿格旺秋扎巴坚赞帕桑布（Ngagi Wangchuk Drakba Gyaltsen Pal Zangpo）。他可能是已故国王的侄孙。他没有和噶玛巴、夏玛巴没有改善关系，但和格鲁派、嘉旺竹巴法王改善关系。

## 乌斯藏的动荡
根据第五世达赖喇嘛的自传，昂旺扎巴坚赞死后，帕木竹巴的命令不再下达。1605年藏巴汗丹松旺波率领军队远征前藏後，卫藏政治局势受到藏巴汗极大的干涉。两年后，帕木竹巴主持藏巴汗和前藏派别代表在贡嘎县举行会议，会议并没有导致和解。1610年，藏巴汗开始限制格鲁派和第三世达赖喇嘛的影响。帕木竹巴在区域政治的作用日益边缘化，但在1613年参与了同藏巴汗战斗。 弥谤旺居杰布似死于此年，大概与战争或天花疫情爆发有关系。根据史料记载弥谤索朗旺秋札巴朗杰巴桑在1620年代成为帕木竹巴的领袖。